# Heinz Seiffert
Pour les articles homonymes, voir Seiffert.
Heinz Seiffert (né le 18 septembre 1952 à Münsingen) est un homme politique allemand (CDU) et est administrateur de l'arrondissement d'Alb-Danube de 2005 à 2016.

## Carrière
Seiffert effectue un apprentissage dans un service administratif supérieur, qu'il termine en 1974 avec un diplôme en administration. Il est membre de la CDU depuis 1977. Il est vice-président de l'association municipale CDU à Ehingen et de l'association de district CDU Alb-Danube/Ulm. Il est également trésorier de l'association de district CDU Wurtemberg-Hohenzollern. Seiffert est membre du conseil de l'arrondissement d'Alb-Danube depuis 1979. Il y est vice-président du groupe parlementaire CDU. De 1994 à 2005, Heinz Seiffert est député du Bundestag. Il est membre de la commission des finances et membre suppléant de la commission du budget. De 1998 à 2004, il est président du groupe parlementaire CDU/CSU à la commission des finances. En 2004, il prend le poste de porte-parole de la politique financière du groupe parlementaire CDU/CSU, poste qu'il occupe jusqu'à son départ. Il est également membre suppléant de la Commission pour la modernisation de l'ordre fédéral. Seiffert est directement élu au Bundestag pour la 292e circonscription 292 (Ulm) avec un vote final de 51,7 % des suffrages. Le 18 avril 2005, Seiffert est élu nouvel administrateur de l'arrondissement d'Alb-Danube avec 48 voix sur 58. En tant que successeur de Wolfgang Schürle (de), Seiffert prend ses fonctions le 18 juillet 2005.
Seiffert est marié et a deux enfants.

## Autres mandats
Seiffert est membre des conseils de surveillance statutaires suivants (1) ou des organes de surveillance nationaux et étrangers comparables d'entreprises commerciales (2) :
- EnBW Energie Baden-Württemberg AG (1)
- EnBW Regional SA (1)
- Hospital GmbH Alb-Donau-Kreis (président) (1)
- Sparkasse Ulm, établissement de droit public (président) (1)
- Donau-Iller-Nahverkehrs-GmbH (président) (2)
- Fernwärme Ulm GmbH (2)
- Genossenschaft für Wohnungsbau Oberland eG (2)
- Kreisbau GmbH Alb-Donau (président) (2)
- OEW (de) président depuis le 1er mai 2012 (2)
- Zweckverband Thermische Abfallverwertung Donautal (président) (2)